# Free drink
Free drink è un singolo del cantautore italiano Leo Gassmann, pubblicato il 16 maggio 2025.

## Descrizione
Il brano, scritto dallo stesso cantautore con Marco Rissa, è prodotto da Matteo Costanzo e i Room9.

## Promozione
Il brano è stato annunciato dallo stesso cantautore il 13 maggio 2025 attraverso il suo profilo Instagram e il giorno seguente durante un'intervista per RTL 102.5.

## Video musicale
Il video musicale, diretto da Vincenzo Mauro, è stato pubblicato in concomitanza all'uscita del brano attraverso il canale YouTube del cantautore.

## Tracce
Testi di Leo Gassmann e Marco Rissa, musiche di Matteo Costanzo.
1. Free drink – 2:38